# Peñaescabia
El cim Peñaescabia és una muntanya i un Paratge Natural Municipal homònim del municipi de Begís (Alt Palància) declarat per Acord de la Generalitat Valenciana el 26 de novembre de 2004.

## Orografia i paisatge
Es troba en els contraforts de la serra del Toro, amb una altura màxima de 1.331 metres. En les proximitats se situa el naixement del riu Palància. El paisatge del paratge presenta un valor molt preuat. Està format per elevacions prominents, moltes en forma de barranc, amb farallons rocosos de diverses formes i colors en els cims, davall dels quals es poden distingir vessants coberts de masses boscoses, que convergeixen al fons del barranc, en bancals de cultiu i en una estreta franja de vegetació en galeria a tots dos marges del riu Palància, i on les principals fites paisatgístiques són l'Ermita de Sant Cristòfol, el Collado Royo i Peña Elvira.

## Flora i fauna
Des del punt de vista botànic, la zona de la Umbría de los Tajos té un ecosistema d'elevat interés al País Valencià. Està compost per les pinedes mediterrànies de pi negre endèmic i pels boscos de teix. A més, des del punt de vista faunístic és destacable la presència d'exemplars inclosos en diferents categories del Catàleg valencià d'espècies amenaçades de fauna, com ara l'àguila de panxa blanca, la rata cellarda, el fardatxo o la colobra bastarda.

## Presència humana
El paratge del Peñaescabia també té un elevat valor historicocultural amb elements patrimonials destacables, com ara les Icnites de la Badina (a 250 m), l'Ermita de Sant Cristòfol i els forns de calç a la partida del Pelao i l'Aqüeducte de la Patrosa (segle xix).